# 신라국기
《신라국기(新羅國記)》는 신라를 다녀온 중국 당나라 사람의 견문기이다. 《신라기(新羅記)》라고도 한다.
중국 당나라 사람 고음(顧愔)이 지은 견문록이다. 영호징(令狐澄)이 지었다는 기록이 《삼국사기》에 남아 있기는 하지만, 이는 영호징이 《정릉유사》에 고음이 쓴 《신라국기》를 인용한 것을 《삼국사기》 편찬 측이 재인용하면서 저자를 영호징으로 잘못 파악해서 생긴 혼선일 뿐이다.
지금은 산일되어 전해지지 않는다. 다만, 《삼국사기》와 《해동고승전》에 일부 내용이 인용되어 있다. 외부인(중국인)이 바라본 신라를 서술하였다는 점에서 고려도경이나 발해국기와 비슷한 성격의 책으로 추정된다.

## 같이 보기
- 김부식 (金富軾)
- 삼국사기 (三國史記)
- 해동고승전 (海東高僧傳)